# Hof (Bawaria)
Hof – miasto na prawach powiatu w Niemczech, w kraju związkowym Bawaria, w rejencji Górna Frankonia, siedziba regionu Oberfranken-Ost oraz powiatu Hof, chociaż do niego nie należy. Leży nad Soławą. Liczy 47 296 mieszkańców (2018). Najbliżej położone duże miasta: Norymberga ok. 150 km na południowy zachód, Lipsk ok. 150 km na północny wschód i Praga ok. 250 km na wschód. Hof leży przy granicy z krajem związkowym Saksonia.
W mieście znajduje się dworzec kolejowy Hof Hauptbahnhof i mała stacja Hof-Neuhof.

## Historia

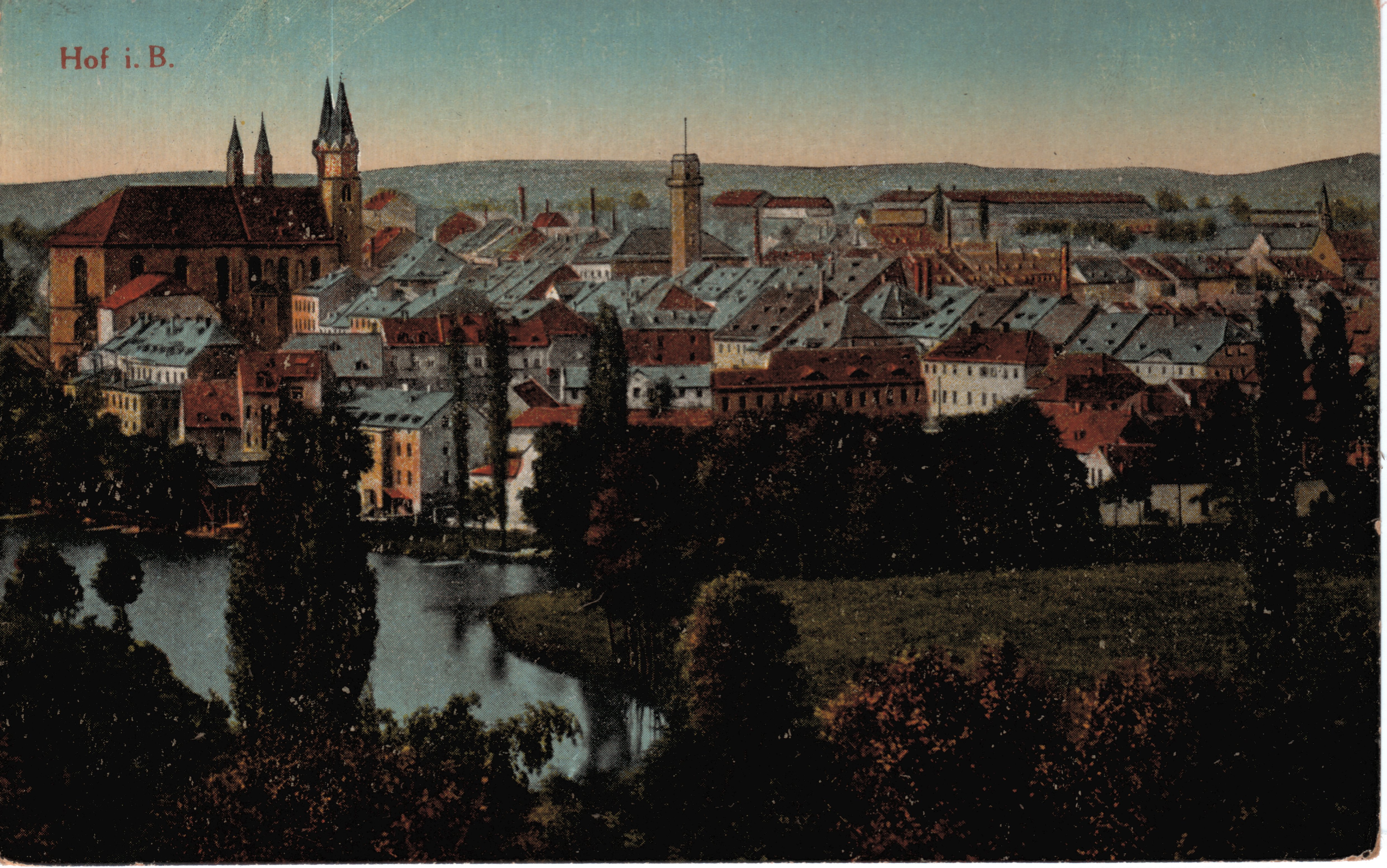
Hof ok. 1914 roku

Od VI wieku obszar osadnictwa słowiańskiego. Najstarsza wzmianka o miejscowości pod nazwą Rekkenze pochodzi z 1214 roku. W średniowieczu przebiegała tędy trasa Via Imperii łącząca Szczecin i Rzym. W XIII wieku Hof znalazło się w granicach Vogtlandu, który w 1327 został protektoratem Królestwa Czech. W 1299 większość miasta spłonęła. W 1373 Hof zostało zakupione przez burgrabiego Norymbergi Fryderyka V. Po krótkim okresie przynależności do Burgrabstwa Norymbergi w 1398 znalazło się pod panowaniem Księstwa Kulmbach, przekształconego w 1604 w Księstwo Bayreuth. W 1430 miasto najechali husyci. W 1625 pożar strawił ponad 100 domów. Podczas wojny trzydziestoletniej w 1633 miasto zostało splądrowane przez oddziały duńskiego wodza Heinricha Holka. W 1683 przez Hof poprowadzono trakt pocztowy łączący Lipsk i Norymbergę. W 1743 spłonął zamek w Hof. W 1791 Hof znalazło się we władaniu pruskim, a w 1805 francuskim. W 1810 cesarz Napoleon Bonaparte sprzedał miasto Królestwu Bawarii. Od 1871 w granicach Niemiec. Nie zostało zburzone podczas II wojny światowej.

## Współpraca
Miejscowości partnerskie:
- Czechy: Cheb
- Finlandia: Joensuu
- Berlin: Neukölln
- Stany Zjednoczone: Ogden
- Saksonia: Plauen
- Francja: Villeneuve-la-Garenne

## Galeria

Ratusz
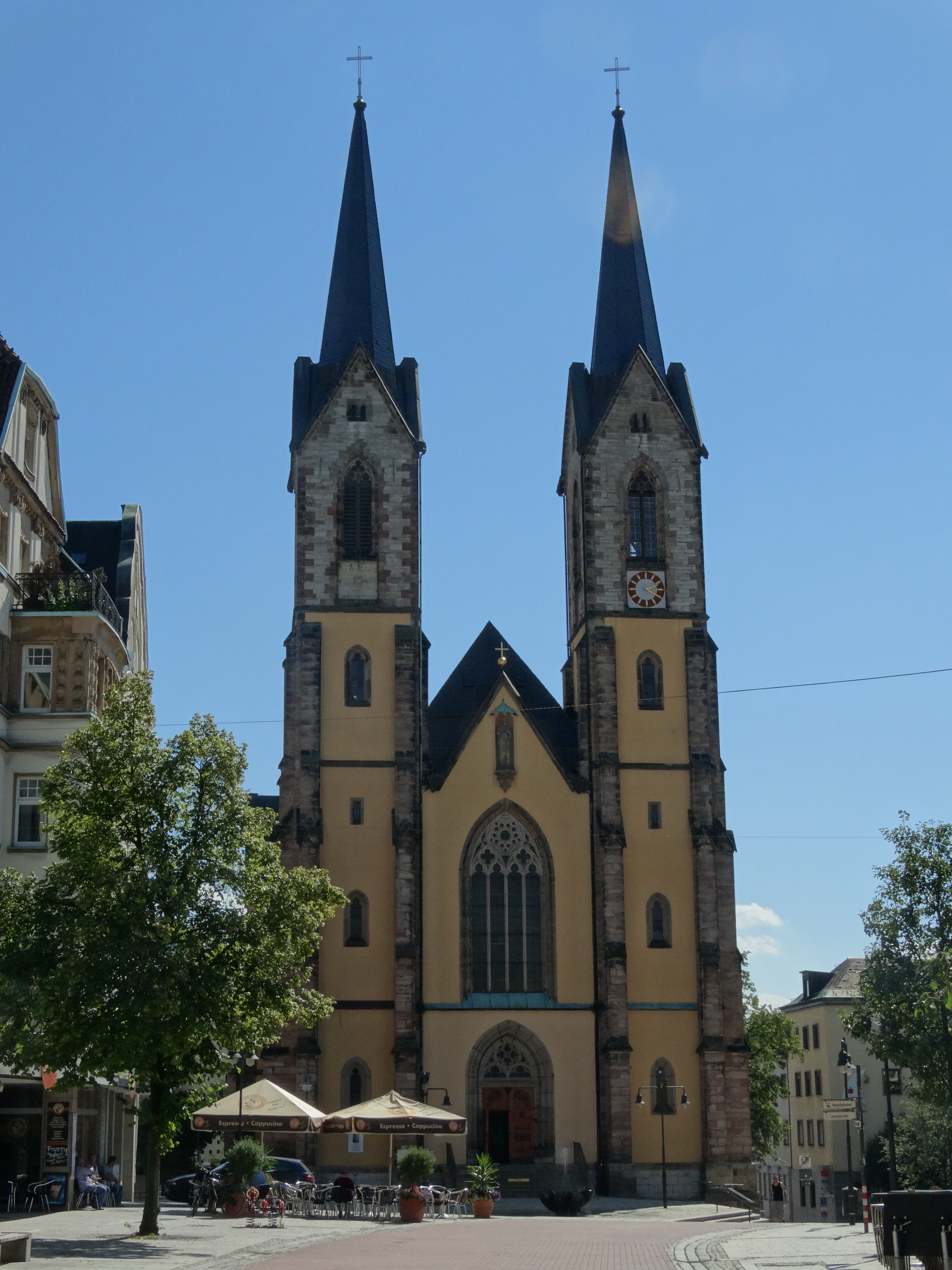
Kościół Mariacki
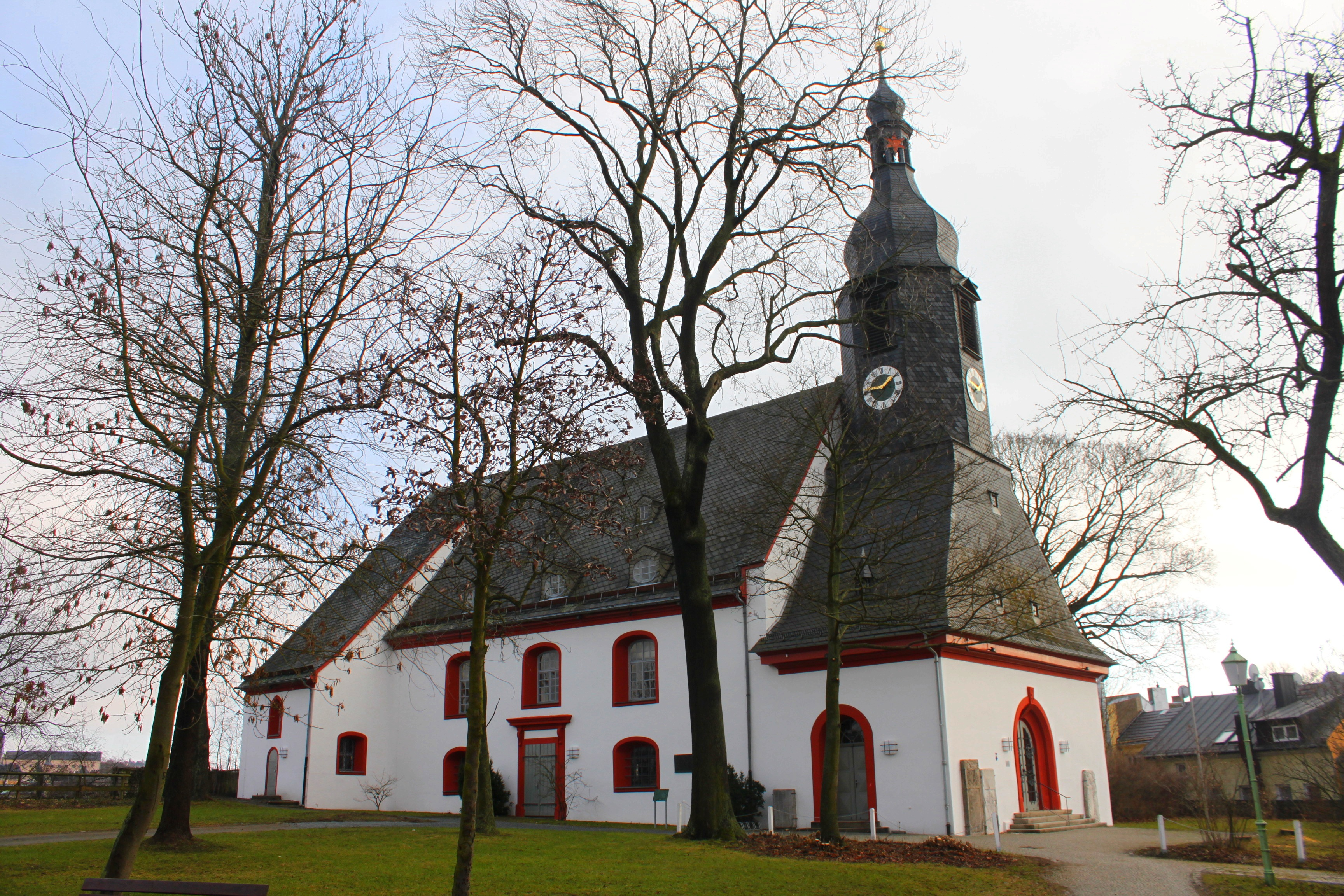
Kościół św. Wawrzyńca
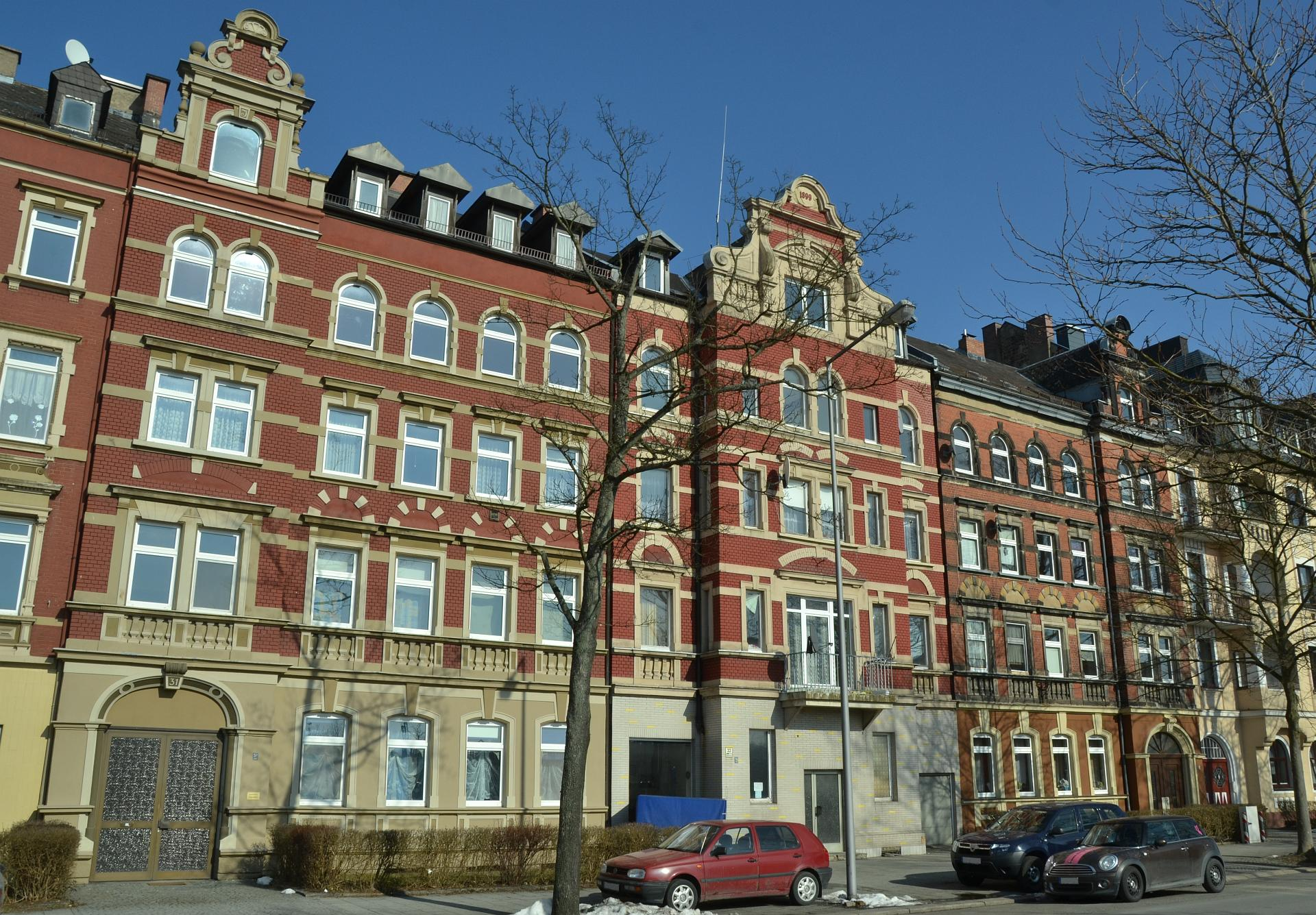
Kamienice przy ul. Dworcowej (Bahnhofstraße)
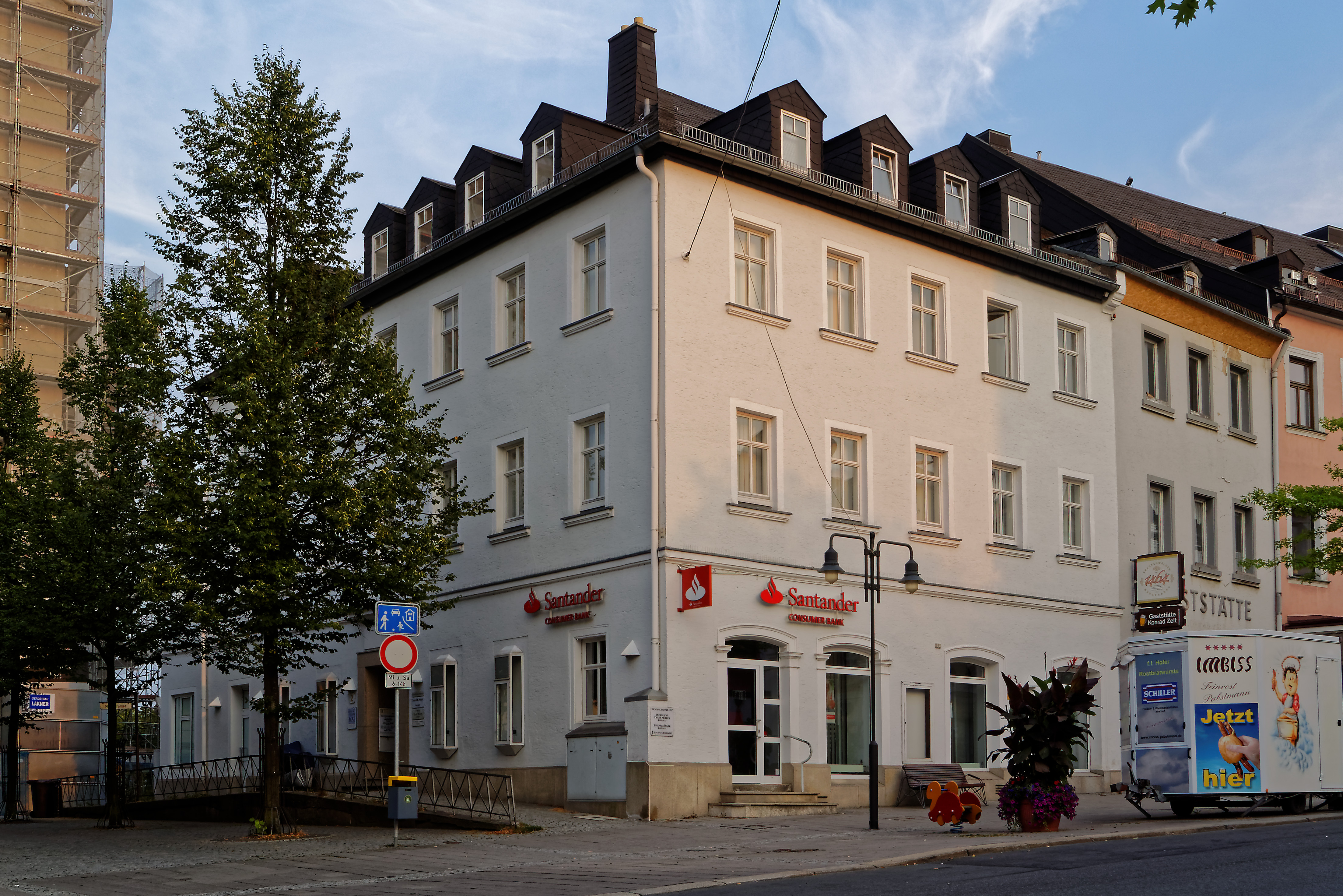
Kamienice przy Placu Kościelnym (Kirchplatz)